# مادلين كارول (ممثلة)
مادلين كارول (بالإنجليزية: Madeleine Carroll)‏ هي ممثلة أمريكية وبريطانية، ولدت في 26 فبراير 1906 بويست بروميتش في المملكة المتحدة، وتوفيت في 2 أكتوبر 1987 بمربلة في إسبانيا بسبب سرطان البنكرياس. من الجوائز التي نالتها وسام جوقة الشرف.

## أعمال

### أفلام
- (1930) مدرسة الفضائح

## جوائز
- وسام جوقة الشرف

## وصلات خارجية
- مادلين كارول على موقع IMDb (الإنجليزية)
- مادلين كارول على موقع الموسوعة البريطانية (الإنجليزية)
- مادلين كارول على موقع روتن توميتوز (الإنجليزية)
- مادلين كارول على موقع ألو سيني (الفرنسية)
- مادلين كارول على موقع تيرنر كلاسيك موفيز (الإنجليزية)
- مادلين كارول على موقع أول موفي (الإنجليزية)
- مادلين كارول على موقع قاعدة بيانات برودواي على الإنترنت (الإنجليزية)
- مادلين كارول على موقع قاعدة بيانات الأفلام السويدية (السويدية)
- مادلين كارول على موقع إن إن دي بي (الإنجليزية)
- مادلين كارول على موقع ديسكوغز (الإنجليزية)